# Palácio Alexeevsky
 O Palácio Alexeevsky (em russo: Алексеевский дворец, literalmente Palácio do Aleixo) é um palácio revivalista nas margens do rio Moika em São Petersburgo. Foi construído em meados da década de 1880 como residência privada do Grão-Duque Aleixo e sua família.
O design assimétrico do palácio com duas torres distintas e um conjunto de telhados exuberantes é altamente incomum em São Petersburgo. O arquiteto Maximilian Messmacher usou um estilo diferente para cada fachada. O refeitório tinha um conjunto de dez pinturas de Ernst Friedrich von Liphart. O parque era cercado por uma cerca de ferro forjado e pedra. Os portões centrais ainda estão ornamentados com o monograma do grão-duque.
Em 1910 parte dos jardins foi vendida para a construção de uma fábrica de doces. Embora o palácio tenha sido declarado um marco nacional em 1968, permaneceu em ruínas durante todo o período soviético. Uma grande restauração foi realizada no início do século 21 a pedido de Sergei Roldugin, um violoncelista e empresário russo.
Em 2008, o palácio foi reaberto como Casa de Música de São Petersburgo, onde concertos e excursões são programadas para o público geral, com exceção do mês de julho.